# 24-Stunden-Rennen von Spa-Francorchamps 1968

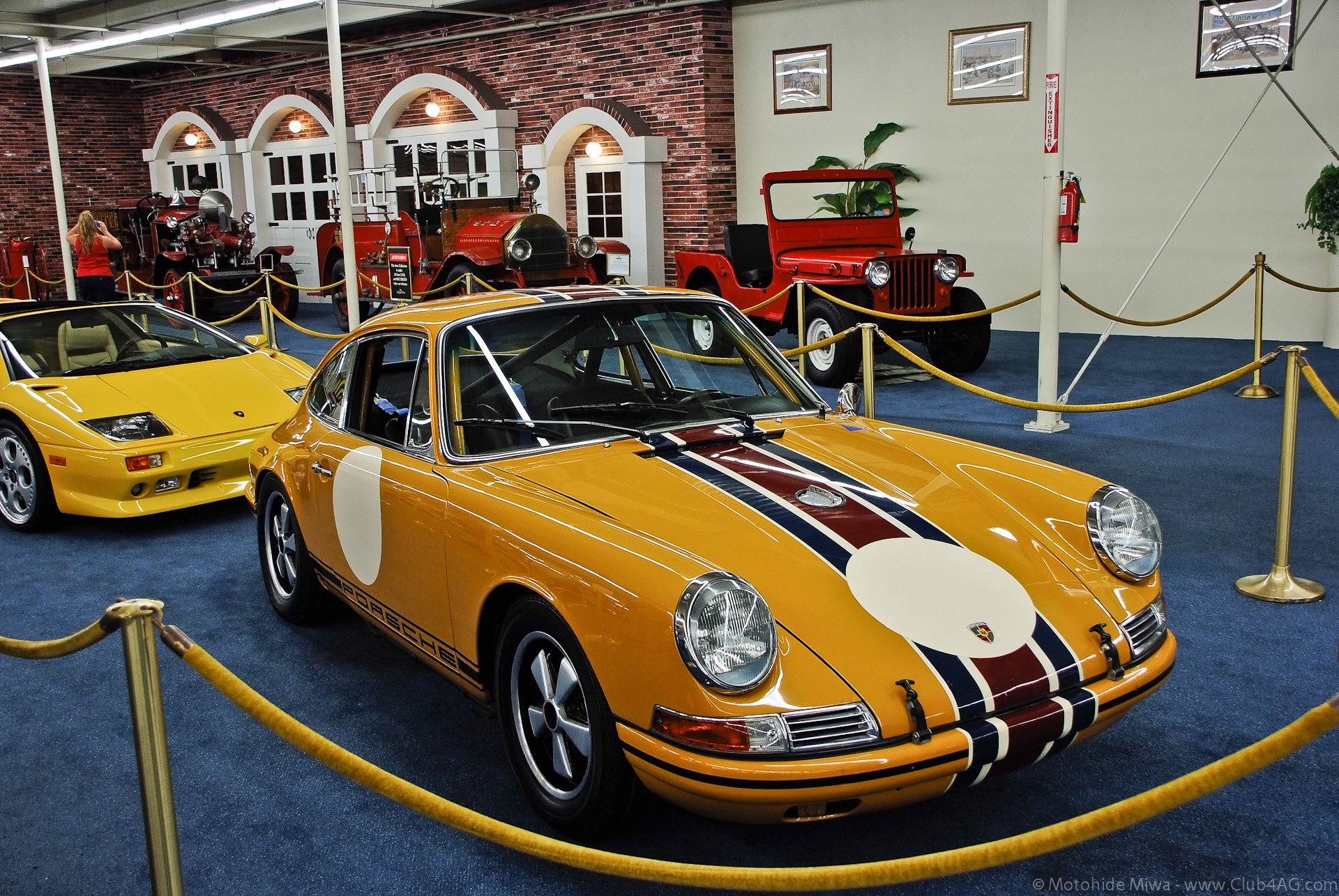
Porsche 911 2.0 Coupé, Siegerwagenmodell von Helmut Kelleners, Willi Kauhsen und Erwin Kremer

Das 20. 24-Stunden-Rennen von Spa-Francorchamps, auch 24 h Spa-Francorchamps, fand vom 20. bis 21. Juli 1968 auf dem Circuit de Spa-Francorchamps statt und war der siebte Wertungslauf der Tourenwagen-Europameisterschaft dieses Jahres. 

## Das Rennen
1968 trat ein neues technisches Reglement in Kraft, das die Teilnahme von Tourenwagen der Gruppe 5 ermöglichte. Diese Motorsport-Wertungsgruppe ließ weitreichende Veränderungen an Karosserie, Fahrwerk und Antriebstechnik gegenüber den jeweiligen Serienfahrzeugen zu. Im Unterschied zu den Fahrzeugen der Gruppe 1 und Gruppe 2 mussten zur Erreichung der Homologation nur mindestens 25 Serienfahrzeuge gebaut werden. 
Fünf Opel Commodore, vier Wagen der Gruppe 2 und ein Fahrzeug der Gruppe 5 meldete die belgische Écurie Barracuda. General-Motors-Fahrzeughändler aus Brüssel, Verviers und Antwerpen finanzierten den Einsatz der fünf gelb lackierten und mit 2,5-Liter-Sechszylinder-Motor ausgestatteten Opel. Den Gruppe-5-Wagen fuhren Henri Greder und Chris Tuerlinx. Weitere Gruppe-5-Wagen waren unter anderem der Kremer-Porsche 911 L von Helmut Kelleners, Willi Kauhsen und Erwin Kremer, der Ford Mustang von Léon Dernier und Yves Deprez sowie der Porsche des Vorjahressiegers Jean-Pierre Gaban. Nicht starten konnte der Werks-Renault R8 Gordini von Jean-François Piot und Jean Todt, nachdem Todt, der spätere Peugeot- und Ferrari-Teamchef sowie Präsident der FIA, im Training einen Unfall gehabt hatte.
Trotz des kalten und regnerischen Wetters waren an den beiden Renntagen 60.000 Zuschauern an der Strecke. Auf der nassen Bahn führte zunächst der Alfa Romeo 1600 GTA-SA von Enrico Pinto und Jacques Demoulin, ehe die Reparatur eines defekten Scheibenwischers das Team mehrere Runden kostete. Später fiel der Wagen mit einem Motorschaden aus. Danach lag sieben Stunden lang der Alfa Romeo von Teddy Pilette und Rob Slotemaker an der Spitze des Klassements. Als der Regen in der Nacht nachließ, kamen die schwereren Gruppe-5-Rennwagen im Klassement nach vorn. Jean-Pierre Gaban und sein Teamkollege Roger Vanderschrick verloren den möglichen Gesamtsieg wegen eines defekten Differentialgetriebes. Am Ende siegte der Kremer-Gruppe-5-Porsche mit einem Vorsprung von fünf Runden auf den Dubois-Ford-Mustang.

## Ergebnisse

### Schlussklassement
| 1               | Gr. 5 2.5   | 32 | Auto Kremer Racing Team   | Helmut Kelleners Willi Kauhsen Erwin Kremer                  | Porsche 911L              | 285 |
| 2               | Gr. 5 + 2.5 | 2  | Team Claude Dubois        | Léon Dernier Yves Deprez                                     | Ford Mustang              | 280 |
| 3               | Gr. 5 2.5   | 36 | Bernard Darniche          | Alain Junguenet Bernard Darniche                             | Porsche 911               | 275 |
| 4               | Gr. 5 2.5   | 31 | Auto Kremer Racing Team   | Franz Pesch Werner Zanders                                   | Porsche 911               | 269 |
| 5               | Gr. 5 2.5   | 24 | Écurie Barracuda          | Henri Greder Chris Tuerlinx                                  | Opel Commodore            | 268 |
| 6               | Gr. 5 2.5   | 27 | Ecurie Azur               | Raymond Mathay Robert Derom                                  | BMW 2000 TI               | 268 |
| 7               | Gr. 2 1.6   | 52 | VDS Racing Team           | Teddy Pilette Rob Slotemaker                                 | Alfa Romeo 1600 GTA       | 260 |
| 8               | Gr. 2 2.5   | 28 | Edgar Herrmann            | Edgar Herrmann Gerhard Schüler                               | Porsche 911               | 260 |
| 9               | Gr. 5 1.6   | 57 | Alfa Romeo Benelux        | Roland Imbert M. Fouquet                                     | Alfa Romeo 1600 GTA       | 259 |
| 10              | Gr. 2 2.5   | 22 | Écurie Barracuda          | Dany Wauters Francis Polak                                   | Opel Commodore            | 257 |
| 11              | Gr. 2 2.5   | 23 | Écurie Barracuda          | Charles van Stalle Tom Sol                                   | Opel Commodore            | 256 |
| 12              | Gr. 5 1.3   | 83 | Alfa Romeo Koepchen       | Clemens Schickentanz Hans-Dieter Dutzi Josef von Kerckerinck | Alfa Romeo 1300 GT Junior | 256 |
| 13              | Gr. 2 2.5   | 20 | Écurie Barracuda          | Paul Verbeeck John Goossens Hughes de Fierlant               | Opel Commodore            | 254 |
| 14              | Gr. 2 2.5   | 21 | Écurie Barracuda          | Carl Smet Emile Holvoet                                      | Opel Commodore            | 254 |
| 15              | Gr. 2 2.5   | 29 | Victor Trinon             | Victor Trinon Guy Brunninghausen                             | BMW 2002 TI               | 254 |
| 16              | Gr. 5 1.3   | 72 | Écurie Grafo              | Maurice Damseaux Philippe Toussaint                          | Alfa Romeo 1300 GT Junior | 253 |
| 17              | Gr. 1 2.5   | 15 | Alfa Romeo Benelux        | Jean-Marie Lagae Lucien Bianchi                              | Alfa Romeo 1750 Berlina   | 250 |
| 18              | Gr. 1 2.5   | 17 | Alfa Romeo Benelux        | Pascal Demol Patrick Petre                                   | Alfa Romeo 1750 Berlina   | 249 |
| 19              | Gr. 1 2.5   | 14 | Alfa Romeo Benelux        | Jean-Pierre Ackermans Claude Collignon E. Brel               | Alfa Romeo 1750 Berlina   | 249 |
| 20              | Gr. 5 + 2.5 | 3  | Frami Racing Holland      | Han Akersloot Frans Lubin                                    | Ford Mustang              | 244 |
| 21              | Gr. 2 2.5   | 41 | Edouard Duvigneaud        | Edouard Duvigneaud Xavier Boulanger                          | Porsche 911               | 244 |
| 22              | Gr. 2 1.3   | 84 | Toon van Beusekom         | Toon van Beusekom Man Bergsteijn                             | Lancia Fulvia 1.3 HF      | 240 |
| 23              | Gr. 2 1.3   | 16 | Alfa Romeo Benelux        | Christine Beckers Nicole Sol                                 | Alfa Romeo 1750 Berlina   | 240 |
| 24              | Gr. 2 1.3   | 37 | Bob Neyret                | Bob Neyret Jean-Claude Ogier                                 | Citroën DS 21             | 239 |
| 25              | Gr. 1 1.6   | 51 | Scuderia Bardahl          | James-Bernard Fortmann Urs-Peter Dietrich                    | Porsche 912               | 237 |
| 26              | Gr. 1 2.5   | 19 | Ecurie Baudouin Visétoise | Philippe Dambois Henri Sonveau                               | Fiat 125                  | 236 |
| 27              | Gr. 5 1.3   | 88 | Renault                   | Bob Wollek Alain Serpaggi                                    | Renault R 8 Gordini       | 235 |
| 28              | Gr. 2 2.5   | 36 | Robert Leysieffer         | Robert Leysieffer Helmut Eck                                 | Mercedes-Benz 250 S       | 235 |
| 29              | Gr. 1 1.3   | 81 |                           | C. Deshayes Sylvain                                          | Austin Mini Cooper S      | 233 |
| 30              | Gr. 2 1.6   | 63 | Longbacon Engineering     | Ken Coffey Nigel Moores                                      | Ford Escort TC            | 231 |
| 31              | Gr. 1 1.6   | 61 |                           | J. P. Peche Jean Clément                                     | Fiat 124 Sport Coupé      | 223 |
| 32              | Gr. 1 1.3   | 80 | Scuderia Tornacum         | Charles Mombaerts J. Carlier                                 | Renault R 8 Gordini       | 223 |
| 33              | Gr. 1 1.3   | 76 | NSU Belgian Team          | Deladrière Alain Nagelmaeckers                               | NSU 1200 TT               | 217 |
| 34              | Gr. 1 1.3   | 90 | Jacques Simons            | Jacques Simons Eddy Doseray                                  | Renault R 8 Gordini       | 216 |
| Disqualifiziert |             |    |                           |                                                              |                           |     |
| 35              | Gr. 5 1.3   | 79 | Xavier Lapeyre            | Xavier Lapeyre Klukaszawfki                                  | Austin Mini Cooper S      |     |
| Ausgefallen     |             |    |                           |                                                              |                           |     |
| 36              | Gr. 5 2.5   | 34 | Didier Roose              | Didier Roose Joost Byttebier                                 | Volvo 142                 |     |
| 37              | Gr. 1 2.5   | 39 | Henry Carlens             | Henry Carlens Wilfried Van Dijck                             | BMW 2000 TI               |     |
| 38              | Gr. 5 2.5   | 18 |                           | Claude Jules Leloux                                          | BMW 2002                  |     |
| 39              | Gr. 2 2.5   | 38 | Jacques Thenaers          | Jacques Thenaers Gaston Baillien                             | Porsche 911               |     |
| 40              | Gr. 5 1.3   | 78 | Julien Vernaeve           | Julien Vernaeve Clive Baker                                  | Morris Mini Cooper S      |     |
| 41              | Gr. 5 1.3   | 73 | Écurie Grafo              | Yvan Derivière Jacques Hendrickx                             | Austin Mini Cooper S      |     |
| 42              | Gr. 5 1.3   | 70 | Scuderia Mille Miglia     | Tony Merckx Jacky                                            | Austin Mini Cooper S      |     |
| 43              | Gr. 2 1.6   | 53 | VDS Racing Team           | Jean-Marie Pierson Serge Trosch                              | Alfa Romeo 1600 GTA       |     |
| 44              | Gr. 5 2.5   | 12 | Team Lucien Bianchi       | Enrico Pinto Jacques Demoulin                                | Alfa Romeo 1600 GTA-SA    |     |
| 45              | Gr. 5 2.5   | 11 | Jean-Pierre Gaban         | Jean-Pierre Gaban Roger Vanderschrick                        | Porsche 911               |     |
| 46              | Gr. 5 1.6   | 58 | Guy Verrier               | Guy Verrier Noël van Assche                                  | Alfa Romeo 1600 GTA       |     |
| 47              | Gr. 2 1.6   | 56 | Alfa Romeo Benelux        | Claude Bourgoignie Daniel Vanderborght                       | Alfa Romeo 1600 GTA       |     |
| 48              | Gr. 2 1.6   | 55 | Alfa Romeo Benelux        | Teodoro Zeccoli Jean-Marie Jacquemin                         | Alfa Romeo 1600 GTA       |     |
| 49              | Gr. 2 1.6   | 54 | Team Lucien Bianchi       | Nicolas Koob Daniel Dezy                                     | Alfa Romeo 1600 GTA       |     |
| 50              | Gr. 5 1.3   | 74 | NSU Belgian Team          | William Scheeren Siegfried Spiess                            | NSU 1200 TT               |     |
| 51              | Gr. 1 1.3   | 75 | NSU Belgian Team          | Etienne Stalpaert Michel Hollebecq                           | NSU 1200 TT               |     |
| 52              | Gr. 1 1.3   | 77 |                           | Willy Segers Leblicq                                         | NSU 1200 TT               |     |
| 53              | Gr. 1 1.6   | 60 | Aloyse Kridel             | Aloyse Kridel Raymond Schweich                               | Ford Lotus Cortina        |     |
| 54              | Gr. 5 2.5   | 25 | Scuderia Filipinetti      | Claude Haldi Jacques Rey                                     | Porsche 911               |     |
| 55              | Gr. 1 1.3   | 86 | ESCA                      | Pierre Béal Peray                                            | Renault R 8 Gordini       |     |
| 56              | Gr. 5 1.3   | 71 | Scuderia Mille Miglia     | Claude Collaer Francy Lacroix                                | Renault R 8 Gordini       |     |
| 57              | Gr. 5 1.3   | 85 | ESCA                      | Jacques Coche Marius Maison                                  | Renault R 8 Gordini       |     |
| 58              | Gr. 1 1.6   | 62 |                           | Noël Labaune Friedman                                        | Alfa Romeo 1600 GTV       |     |
| 59              | Gr. 1 1.6   | 50 | Ecurie Les Corsaires      | Herrmann Windler Roberto Crescenzi                           | Alfa Romeo 1600 GTV       |     |
| Nicht gestartet |             |    |                           |                                                              |                           |     |
| 60              | Gr. 2 1.3   | 87 | Renault                   | Jean-François Piot Jean Todt                                 | Renault R 8 Gordini       | 1   |
| 61              | Gr. 2 1.3   | 82 |                           | Dino Pizzinato John Lagodny                                  | Morris Mini Cooper S      | 2   |

1 Unfall im Training
2 nicht gestartet

### Nur in der Meldeliste
Zu diesem Rennen sind keine weiteren Meldungen bekannt.

### Klassensieger
| Klasse      | Fahrer                 | Fahrer             | Fahrer                | Fahrzeug                  | Platzierung im Gesamtklassement |
| ----------- | ---------------------- | ------------------ | --------------------- | ------------------------- | ------------------------------- |
| Gr. 5 + 2.5 | Léon Dernier           | Yves Deprez        |                       | Ford Mustang              | Rang 2                          |
| Gr. 5 2.5   | Helmut Kelleners       | Willi Kauhsen      | Erwin Kremer          | Porsche 911L              | Gesamtsieg                      |
| Gr. 5 1.6   | Roland Imbert          | M. Fouquet         |                       | Alfa Romeo 1600 GTA       | Rang 9                          |
| Gr. 5 1.3   | Clemens Schickentanz   | Hans-Dieter Dutzi  | Josef von Kerckerinck | Alfa Romeo 1300 GT Junior | Rang 12                         |
| Gr. 2 2.5   | Franz Pesch            | Werner Zanders     |                       | Porsche 911               | Rang 4                          |
| Gr. 2 1.6   | Teddy Pilette          | Rob Slotemaker     |                       | Alfa Romeo 1600 GTA       | Rang 7                          |
| Gr. 2 1.3   | Toon van Beusekom      | Man Bergsteijn     |                       | Lancia Fulvia 1.3 HF      | Rang 22                         |
| Gr. 1 2.5   | Jean-Marie Lagae       | Lucien Bianchi     |                       | Alfa Romeo 1750 Berlina   | Rang 17                         |
| Gr. 1 1.6   | James-Bernard Fortmann | Urs-Peter Dietrich |                       | Porsche 912               | Rang 25                         |
| Gr. 1 1.3   | C. Deshayes            | Sylvain            |                       | Austin Mini Cooper S      | Rang 29                         |

### Renndaten
- Gemeldet: 61
- Gestartet: 59
- Gewertet: 34
- Rennklassen: 10
- Zuschauer: 60.000
- Wetter am Renntag: kalt und Regen
- Streckenlänge: 14,100 km
- Fahrzeit des Siegerteams: 24:00:00.000 Stunden
- Gesamtrunden des Siegerteams: 285
- Gesamtdistanz des Siegerteams: 4005,000 km
- Siegerschnitt: 168,867 km/h
- Pole Position: Willi Kauhsen – Porsche 911L (#32) – 4:23,000 = 193,003 km/h
- Schnellste Rennrunde: Willi Kauhsen – Porsche 911L (#32) – 4:29,800 = 188,139 km/h
- Rennserie: 7. Lauf zur Tourenwagen-Europameisterschaft 1968